# Marie Pilar de Saint François Borgia
Jacoba Martínez García, en religion Marie Pilar de Saint François Borgia (1877 - 1936) est une des trois carmélites martyres de Guadalajara lors de la guerre d'Espagne. 
Elle est béatifiée le 29 mars 1987 par le pape Jean-Paul II. Elle est fêtée le 24 juillet.

## Biographie

### Enfance et entrée au Carmel
Jacoba Martínez García est née le 30 décembre 1877 à Tarazona près de Saragosse (Espagne). Ses parents ont eu onze enfants dont Jacoba est la dernière. Un de ses frères était prêtre et prend une part active à son éducation. Il était pasteur de Torrellas (de 1887 à 1891), puis à Corella (1891-1898) et elle participe à ses côtés, et avec ardeur, à l'évangélisation de sa paroisse.
De plus, sa sœur aînée était entrée au Carmel de Guadajara. Quelques années après sa sœur, à l’âge de vingt ans, Jacoba entre dans ce même Carmel le 12 octobre 1898. Elle prend le nom de María Pilar de San Francisco de Borja (en français, Marie Pilar de Saint François de Borgia) dans la ville de Saragosse, où il y a une basilique qui est dédiée à Notre Dame du Pilar. Elle prononce ses vœux le 15 octobre 1899.
María Pilar a une dévotion spéciale pour l’Eucharistie. Son idéal est "d’aimer follement Jésus". 
Elle décide, par un vœu particulier, de se consacrer à la Sainte Vierge.

### Le Martyre
En 1936, les partis de droite avaient perdu le pouvoir aux élections de février. Le 18 juillet, le général des troupes nationalistes espagnoles Francisco Franco tente un coup d'état et déclenche une guerre civile qui débouche sur l'établissement de la dictature franquiste qui dura jusqu'en 1975.  
En 1936, Guadalajara se situait du côté loyal au gouvernement républicain.  Des milices populaires ayant été créées, les religieuses du couvent craignent que celui-ci ne soit incendié,. Dans l'après-midi du 22 juillet 1936, le prêtre donne la communion aux 18 religieuses, puis toutes partent en ville chercher un refuge dans des maisons proches ou chez des connaissances. 
Le 24, alors que trois religieuses marchent dans les rues de la ville à la recherche d’un gîte plus sûr, une milicienne les reconnait. Celle-ci incite ses compagnons à tirer sur le groupe des religieuses. Sœur Marie Pilar, mortellement blessée, sera transportée à l'hôpital de la Croix-Rouge. Elle y décède quelques heures après en murmurant : « Père, pardonne-leur ». 
Selon une autre source, la religieuse serait restée dans le couvent jusqu'au 24,.

### La sépulture
Les corps des trois religieuses sont jetés dans une fosse commune. La fosse est rouverte le 15 juillet 1941. Leurs corps sont identifiés grâce à leur scapulaire et crucifix présent sur leur poitrine. Les dépouilles mortelles des trois religieuses sont emmenées et enterrées dans leur monastère deux jours plus tard. Assez vite, des miracles ont été rapportés et attribués à ces trois religieuses.

## Béatification
Le 29 mars 1987, le pape Jean-Paul II, béatifie à Rome les 3 carmélites de Guadalajara, dont Marie Pilar de saint François de Borgia.
Le 11 mars 2001, lors de la béatification à Rome, 233 martyrs espagnols de la guerre civile
le pape Jean-Paul II, déclarera à leur sujet « Tous, avant de mourir, comme il ressort des procès canoniques pour leur déclaration comme martyrs, pardonnèrent de tout cœur leurs bourreaux. ».
La fête de Maria Pilar et de ses sœurs carmélites martyres de Guadalajara est célébrée le 24 juillet,. Dans l'Ordre du Carmel, cette fête est célébrée avec rang de mémoire facultative.